# Putaoa annulata
Espèce
Putaoa annulata est une espèce d'araignées aranéomorphes de la famille des Linyphiidae.

## Distribution
Cette espèce est endémique de Chine. Elle se rencontre au Hunan et au Guangxi.

## Description
Le mâle holotype mesure 9,12 mm et la femelle paratype 9,95 mm.

## Systématique et taxinomie
Cette espèce a été décrite par Liu, Xu, Hormiga, Yin et Li en 2023.

## Publication originale
- Liu, Xu, Hormiga, Yin & Li, 2023 : « Two new species of the spider genus Putaoa (Araneae, Linyphiidae) from southern China. » Zootaxa, no 5277(3), p. 553-564.